# 德魯納酒店
《德魯納酒店》（韓語：호텔 델루나），為韓國tvN電視台於2019年7月13日起播出的週末連續劇，由《當你沉睡時》的吳忠煥導演與《我女友是九尾狐》、《主君的太陽》、《花遊記》等作品的洪氏姊妹之洪定恩和洪美蘭作家合作打造。此劇以繁華的韓國首爾市中心擁有陳舊外觀，只向無法離開的靈魂們展示其華麗的真面目的「德魯納酒店」為背景，講述負責經營酒店的精英具燦星（呂珍九飾），因為影響命運的往事而成為「德魯納酒店」的人類經理，他與像月亮般高傲美麗的社長張滿月（李知恩飾）一起經營酒店時的故事。
香港由Viu於韓國首播後的清晨更新播出，而ViuTV亦於翌年4月15日起逢星期一至五晚上8:30播出；台灣方面，由愛奇藝台灣站於同年7月14日起每週日、一獨家播出。

## 劇情簡介
大約於西元680年代，高句麗滅亡後遺民的孤兒張滿月在逃難中失去雙親，之後被馬賊山寨的村民收留，與村中青年延宇相依為命，長大後和村民一同打劫往來行旅維生。某一年，張滿月帶領馬賊群打劫了護送榮州城守之女松華的隊伍，張滿月也因此意外結識了負責護衛的武將高清明，並漸漸互相滋生出感情。然而松華對高清明也有很深的情愫，她得知身為城守的父親發現了高清明與賊群首領張滿月的私交，並被認為有通敵嫌疑，為消除父親的疑慮以保全高清明，松華派出了軍隊圍剿張滿月的村落，並將張滿月的盜賊同黨與延宇一併冠上叛亂軍罪名予以處決。張滿月因全村伙伴覆滅感覺遭到了高清明無情的背叛，因此帶著刻骨的恨意而開始了血腥的復仇之旅，孤身先後誅殺了松華、高清明與大量的守衛和追兵。
帶著巨大遺憾、恨意與罪惡感的張滿月，為了讓去世伙伴們的魂魄安息，開始尋找傳說中的「月之客棧」。她在荒野之中遇上了麻姑神的化身，麻姑神因張滿月殺人的罪惡已太過深重，為避免張滿月變身惡鬼，因此將其魂魄本源禁錮在月靈樹中，勒令張滿月以看守照顧亡魂的「月之客棧」來贖罪。月之客棧為供亡者旅宿之客館，是陽間與奈何橋的中繼站，於陽間過往的死者為求安息避免漂泊會至月之客棧借宿，張滿月必須為亡者客人提供服務並解決客人需求以積德滌清罪惡，麻姑神並同時凍結了時間對張滿月的作用，以保證張滿月能不受歲月流逝的限制持續贖罪。
1300多年過去，張滿月仍維持當年的青春樣貌，但月之客棧已先後歷經數次更名，在故事開始時已變身為21世紀初的「德魯納酒店」。德魯納酒店是一間具有高檔外觀與豐富設施的超豪華旅館，但仍然維持著當年的服務項目─也就是解決亡者客人的需求並提供客人食宿，酒店因仍需要陽間聯繫窗口，因此多年來一直留有以活著的凡人擔任的「總經理」這個職位。當酒店迎來了第99位凡人總經理─具燦星後，張滿月的世界，整間酒店，乃至1300年來的愛恨情仇，都將面臨史無前例的重大巨變⋯⋯

## 演員陣容

### 主要人物
| 演員                    | 角色   | 介紹 | 台灣配音 | 香港配音 |
| 李知恩 （幼年：金奎莉） | 張滿月 | 1300年前高句麗逃難遺民夫妻留下的孤女，之後被過路商人所救，在山村中由延宇之母扶養長大，與延宇如同家人一般。後來成為馬賊集團頭目，在一次打劫過路權貴人馬的事件之中意外認識了高清明。 她是延宇所喜歡的人，但滿月卻傾心於高清明。然而，最後因為雙方身分的對立，最終因為一場悲劇性的背叛而親手殺死高清明。在怨恨驅使之下殺了無數人，於即將化為惡鬼之際遇到了麻姑神並被麻姑以月靈樹鎮壓束縛，之後便開始經營月之客棧償還其罪孽。 | 魏晶琦   | 楊婉潼   |
| 李知恩 （幼年：金奎莉） | 張滿月 | 出現於現代的張滿月，為德魯納酒店（Hotel Del Luna）的主人。有著不變的年輕容貌，脾氣詭譎多變，個性揮霍無度，是集美麗、高傲於一身的女子。對勢利貪財的一面毫不掩飾，討厭貧窮，遵守「有錢的客人就是王」的原則，喜歡豪奢之物及去美食店拍照打卡，是金峻鉉的粉絲。在一次意外中與燦星父親簽下由兒子擔任下任經理人的契約，後來與具燦星成為戀人，並也成為了具燦星最後一位送走的客人。 因為她的名字與「長滿月」三字諧音，除了與「具燦星」的諧音「久燦星」對仗之外，她的Instagram用戶ID也設為「fullmoon.long」。 | 魏晶琦   | 楊婉潼   |
| 呂珍九 （幼年：金康勳） | 具燦星 | 超精英的專業酒店管理人才，德魯納酒店的第99位凡人經理。 哈佛MBA畢業生，名字是父親所取，原字本應為「贊成」(chan-sung)，但因戶籍登記時出了差錯而成了同音的「燦星」。個性執著一絲不苟，有些潔癖，自我生活管理嚴謹，是一個正直且有禮貌的人，也是個對朋友很好，心腸很軟的善良男人。原本怕鬼，後來卻因命運的指引下擔任了鬼魂專用旅館「德魯納酒店」(月之客棧)的經理，並與來自古代的旅館主人張滿月相愛，後成為張滿月的男友。具有非常聰明的頭腦，年紀不到三十也能妥善執掌旅館事務。即使在外國留學多年，但就連下圍棋這樣的傳統智力競賽項目都能勝過麻姑神。 他姓名的發音和「久燦星」三字諧音，和張滿月名字諧音的「長滿月」正好互相對仗。 | 李世揚   | 嚴鎮華   |

### 德魯納酒店
| 演員   | 角色              | 介紹 | 台灣配音 | 香港配音 |
| 申正根 | 金書生            | 本名金時翼，在德魯納酒店已有500年的工作經驗，職務為旅館酒吧「醉生夢」的酒保，是德魯納酒店在故事之中年資最長的職員。性格中同時具備了書生的儀態和矜持，從「滿月堂」到德魯納，對月之客棧的一切抱有很強的歸屬感，但和旅館主人張滿月之間，卻是平時彼此毫不留情互相挖苦的關係。在劇中是《興夫傳》、《沈清傳》、《春香傳》的原作者，燦星稱其為「朝鮮時代的莎士比亞」。本人以自己曾考上狀元一事而感到自豪，在五百年前因為撰寫民間俚俗故事而蒙受誣衊被取消狀元名銜，之後含恨去世。在現世得以冤屈昭雪恢復名譽之後，方才毫無遺憾地離開。 | 李世揚   | 蔡威賢   |
| 裴海善 | 崔氏夫人          | 本名崔瑞熙，在德魯納酒店已工作200年，職務為客房長。性格老成，本性善良，雖然時刻記掛著沉重的怨恨，對待同事們和客人卻都很親切。其本人為李氏朝鮮王朝時代明州尹氏家族的長媳，因幼女冤死的遭遇而對尹家恨之入骨，原想要親眼見證該家族絕嗣之後再離開陽間，但後來因為心中被母性喚起的善念，終於放下了纏縛多時的沉重怨恨。 | 陳美貞   | 黃紫嫻   |
| P.O    | 池賢仲            | 德魯納酒店的前檯接待員，池賢美的哥哥，已服務近70年，死於625韓戰中，當時才僅是高中學生。出身日佔殖民時代的京城府富豪名門，但在戰時家破人亡，在父母亡故後帶著因戰禍受傷致盲的幼妹逃難，在逃往釜山依親的途中卻被正好遇上的逃兵（舊同學吳泰錫）誤殺。原本想要等仍在世的妹妹去世後再一起前往陰間，實則希望最後能盼來吳泰錫的真心道歉和懺悔。原為名校高材生，個性彬彬有禮且善良，但有時會偷懶。很喜歡擁抱，是個情緒豐沛的年輕男性。後來在認識金宥娜（鄭秀晶）後逐漸喜歡上對方，在故事的最後(16集)被金宥娜目送前往奈何橋。           | 宋昱璁   |          |
| 康美娜 | 金宥娜 （鄭秀晶） | 德魯納酒店的實習生，聰明有魄力的18歲高中生。因為一場內情不單純的死亡意外而發生靈魂奪舍事件，體內換成了被害者鄭秀晶的靈魂。在認識池賢仲之後逐漸喜歡上對方。於16集目送池賢仲前往奈何橋，而後吃了麻姑神給具燦星的藥，再也看不到鬼魂。最後因為想成為酒店經理人而決心報考大學的旅館經營學系。 | 馮嘉德   | 陳頴琪   |
| 鄭東煥 | 盧俊錫            | 過去德鲁納酒店的第98位總經理，身分為普通人，在酒店內工作了30年，對社長張滿月有著像家人一樣的感情。在以前因為遭遇失敗的打擊曾打算放棄生命，當時卻遇到了德鲁納酒店和社長張滿月，之後就一直在擔任旅館總經理的工作。過世時鄭重地將職位託付給具燦星，之後回到德魯納以客人的身份離開。 |          | 黃志明   |
| 黃英熙 | 黃文淑            | 過去德鲁納酒店的第97位總經理，身分亦為普通人，在酒店內工作了7~8年，幫德鲁納酒店賺了不少錢，讓德鲁納酒店社長張滿月得以在明洞買下擴建用的土地。之後被麻姑神投以關上陰陽眼的藥，在看不見酒店職員以外的鬼魂後離職。在劇中的當時已是國際機構總長候選人。她的女婿正好是德魯納千年以來第一個在月食夜意外孕育的生靈。 | 馮嘉德   | 周文瑛   |

### 滿月周邊人物
| 演員   | 角色   | 介紹 | 台灣配音 | 香港配音 |
| 李到晛 | 高清明 | 1300年前之人物，為當時已滅亡的高句麗貴族後代。當時朝鮮半島為唐朝安東都護府與新羅國並立，因其父親早先已投降安東都護府，於是隨父親一同在疆界處擔任武將，武藝和相貌皆不凡，從骨子裡就是個武人。雖明知城守的女兒松華對其有好感，但卻喜歡上了山寨馬賊的首領張滿月。之後因為在異族造反的嫌疑中為了保全族人安危的考量，被強迫捲入了由松華所安排的剿滅山寨行動，並與滿懷怨恨的張滿月結下了血仇。在張滿月的血腥復仇之夜中，抱著以命贖罪的決心迎向滿月劍的劍刃而亡。 其魂魄成為了張滿月接手月之客棧後的第一位客人，幻化成螢火蟲之形，守望張滿月1300多年直至最後。 | 張立昂   | 梁皓翔   |
| 李太善 | 延宇   | 前世為居於山中的高句麗遺民之一，在集合了高句麗游民的加五里村中擔任山賊一黨的主要人手。其母收養了張滿月，因而和她成為了相依為命的家人，曾是最疼愛張滿月的人。他曾說過甘願將把壽命都留給張滿月，不料日後竟一語成讖，亦成為張滿月1300多年以來最傷痛的回憶。 | 宋昱璁   | 簡懷甄   |
| 李太善 | 朴英守 | 今生轉世為一名刑警，因為麻姑神的牽緣現在是李美羅的男朋友。 | 宋昱璁   | 簡懷甄   |

### 燦星周邊人物
| 演員   | 角色             | 介紹 | 台灣配音 | 香港配音 |
| 趙賢哲 | 桑切斯 Sanchez   | 其父親是跨國餐飲事業的大亨，他本人是不折不扣的富家子弟，性格善良親切，是具燦星在美國留學時的好朋友，也是在故事中借房間讓具燦星暫住的房東。本身是個毫無靈力的凡人，無法察覺德鲁納酒店和張滿月的真相，但因為親切的性格成為了能和張滿月開朗、輕鬆地相處的人。 在第5集的劇情中遭遇冥婚事件，在第11集劇情中於月食時經由燦星的帶領，來到德魯納酒店短暫地見到已逝戀人的靈魂，所以也明白了燦星與滿月和靈魂那邊的世界有交流。 | 張立昂   | 鄧燦陽   |
| 朴柔娜 | 松華（松花）公主 | 李美羅的前世，喜歡高清明，也因此與張滿月結下了血仇孽緣。(附註: 松華在故事的古代時間線中身為榮州城守之女。其父之角色，很可能即為影射在武周時代引發了史實事件「營州之亂」的營州都督趙文翽) | 楊凱凱   | 姜嘉蕾   |
| 朴柔娜 | 李美羅           | 松華（松花）公主的轉世，今生為一名綜合醫院的小兒科醫生。燦星在美國上大學時的朋友，也是燦星的初戀，之後成為朴英守的女友。 | 楊凱凱   | 姜嘉蕾   |

### 神界相關人物
| 演員   | 角色   | 介紹 | 台灣配音 | 香港配音 |
| 徐宜淑 | 麻姑神 | 在陽間四處往返，超越了時間與空間的限制，同時擁有掌命、掌藥、掌緣、掌罰、掌財、掌災……等等各自面貌的神祇。總共有12名姐妹(分身)，但在本劇故事中只出現了其中的六名。 | 魏晶琦   | 黃鳳英   |
| 姜泓錫 | 死神   | 將停留在陽世間的靈魂引向陰間的領隊，似乎有各自的管轄區。德魯納所在地的死神在1300年前即認識了張滿月。                                                             | 李世揚   | 馮瀚輝   |

### 其他人物
| 演員   | 角色              | 介紹 | 台灣配音 | 香港配音 |
| 車清華 | 漢江水鬼          | 原為擔任臥底被發現因而不幸殉職沉屍漢江的警察，後來在與張滿月的交易之下揭發了梵天市市長的惡行，一圓身為警察最後的任務。 |          | 張惠雯   |
| 南慶邑 | 酒店會長          | 具燦星原本要去就職的酒店「Royal Pacific」會長，他在北韓訪問行程時收到了作為禮物的東北虎和巨幅長白山景畫。東北虎因水土不服死後被製作成標本展示，而其怨靈卻時常出現在夢中。後來他將長白山景畫作為平息虎靈的代價送給了張滿月。在他去世之後，因同一幅畫見到了具燦星，並協助具燦星找到遷址的德魯納酒店，隨後自己也成為了酒店的住客。                                                                              | 宋克軍   | 何偉誠   |
| 韓材利 | 墨鏡鬼            | 戴著太陽眼鏡的蒼白長髮女子，由於生前是盲人，會呈現眼眶空洞的駭人景象。她是具燦星第一位親自引導至德魯納的亡靈，曾透過具燦星想找到對自己很溫柔的麵包店店員，卻進而記起其實該店員正是在交通事故中撞死自己後逃逸的仇人。幾乎因怨恨淪為厲鬼，但及時被具燦星所阻止。 | 馮嘉德   | 姜嘉蕾   |
| 洪慶   | 麵包店店員        | 在事故中撞死眼盲女子且逃逸的麵包店店員。 |          |          |
| 朴佳嵐 | 鄭秀晶            | 生活在貧困家境中的高中女學生，在霸凌事件中被同班同學金宥娜推下陸橋而身亡，在成為怨靈後反過來佔據了金宥娜的身體。 | 楊凱凱   | 姜嘉蕾   |
| 洪瑞俊 | 金宥娜父親        | 金宥娜的爸爸，在不知道捕夢網項鍊是女兒靈魂寄付信物的情況下將其燒毀。 | 宋克軍   | 陳啟幟   |
| 吳多溫 | 金宥娜母親        | 金宥娜的媽媽，在不知道捕夢網項鍊是女兒靈魂寄付信物的情況下將其燒毀。 | 陳美貞   | 冼詠儀   |
| 金美恩 | 李秀敏            | 冥婚事件中的新娘。由於對未成婚姻的強烈眷戀因而無法離開陽間，但又因不想讓自己心愛的人死亡而陷入矛盾。最後她還是選擇為保全對方性命而趕走自己心愛的人，並親手剪斷了兩人之間象徵姻緣的紅線。 |          | 張惠雯   |
| 李敏玲 | 尹佳螢 （尹佳音） | 旅館中「第13號房」的特別住客，是懷有極度怨恨的厲鬼。生前是某大學機械系中少數的漂亮女生，卻被男同學們偷拍不雅影片並散佈到網路，後來因影片在網路上流傳不止而含怨自殺。怨魂原本被暫時安置在第13號房，因意外事件逃出德魯納之後便對許多仇人逐一進行報復，最後也因觸犯了不可殘害生靈的規則被掌罰麻姑神所消滅。 | 楊凱凱   | 李詩琪   |
| 張泰民 | 方泰宇            | 長年一直擔當配角，終於有機會當上主角的男演員。原本預定要演出電視台tvM（虛構）的歷史電視劇《成為中殿的女人》君王李鉉，可惜在開拍前因做運動時心臟停止猝死。後來在滿月的幫助下附上接演演員的身體，完成了出演男主角的夢想。進入德魯納時曾因被誤認為真正的王者魂魄而住進「VVIP房」。 |          | 馮瀚輝   |
| 朴英洙 | 房地產仲介人      | 前往德魯納酒店位於明洞原址勘查時意外遇到具燦星的房地產仲介人。 | 宋昱璁   | 簡懷甄   |
| 李大衛 | 薛志源            | 具燦星、桑切斯和李美羅在美國留學時的大學同學。為一心術不正之人，因為他的斑斑劣跡，其身為法官的父親將他趕至美國。在留學時期曾經造謠意圖陷害桑切斯於死地，因此與仗義出手的具燦星結下不解的孽緣。回國之後成為了心理不正常的連續殺人犯，於被捕後當著具燦星的面跳樓自殺身亡，之後成為張滿月和死神都在追捕的怨靈。最終被死神捕獲，客房長崔夫人將其送至「第666號房」，讓他在被打落地獄前先受被7名受害冤魂復仇之罰。 | 張立昂   | 何家裕   |
| 崔宥頌 | 圖書館鬼          | 具燦星的生母。生前的職業是小學校長，很久之前因不滿具燦星的父親而拋夫棄子另組家庭。去世後因為害怕隱藏在已捐贈圖書館的藏書中之舊照片被家人發現，所以僵守在圖書館內，不得解脫。後來於偶然中委託具燦星將照片取出，卻讓具燦星發現了鬼魂正是自己的生母，因而陷入傷感中。之後在張滿月安排下前往德魯納，並由具燦星親自送上通往陰間的專車。                                                                           | 陳美貞   | 曾慶珏   |
| 張藝琳 |                   | 便利商店員工。 |          | 李詩琪   |
| 金智勳 |                   | 相親男。 |          |          |
| 李世雅 | 骷髅鬼            | |          |          |
| 金鍾敦 | 張雲明            | 偵探。 |          |          |

### 特別出演
| 演員   | 角色              | 介紹 | 台灣配音 | 香港配音 |
| 吳智昊 | 具燦星父親        | 原是遊手好閒於社會底層的浪蕩者。20年前因偶然意外闖入德魯納酒店私下攀折月靈樹被滿月發現，為免遭罰，因而答應在20年後將兒子燦星交給滿月。 | 宋克軍   | 何偉誠   |
| 金元海 | 朴奎浩            | 梵天市市長。因被滿月揭發惡行導致身敗名裂，數年後死亡化成怨鬼欲報復滿月，卻被滿月反擊而魂飛魄散。 |          | 馮瀚輝   |
| 李準基 |                   | 德魯納酒店新任總經理的第一順位候選人，是名驅魔神父。 | 李世揚   | 鄧永健   |
| 李施彦 | 太空人            | 德魯納酒店新任總經理的第二順位候選人。 |          |          |
| 趙賢植 | 人類客人          | 堅持欲入住德魯納酒店的普通人類，並進入了酒店唯一只為凡人準備的第404號房。 (附註：按照張滿月的說法，凡人入住「404號房」後就再也不會從房門裏出來了。但實際上404號房並沒有如此恐怖，該房間只是穿越空間限制通往了仁川的某處旅館。不過在仁川的出口離位於明洞的德魯納酒店非常遠，在現實中乘坐公共交通要花上一個小時。所以曾參觀過此房間的具燦星表示兩地之間往返很不方便。) | 宋克軍   |          |
| 金峻鉉 | 金峻鉉            | 電視綜藝節目的明星，以現實中的個人身份客串整齣電視劇。可以一口吞五個糯米糕，帥氣的大胃王形象吸引了高中生與鬼追星；張满月亦是他的超级迷妹。 |          | 何家裕   |
| 李伊庚 | 劉吾              | 電視台tvM的歷史電視劇《成為中殿的女人》的男主角，方泰宇的繼任演員，演技很差。 |          | 郭湛深   |
| 表藝珍 | 中殿 （正室王妃） | 電視台tvM的歷史電視劇《成為中殿的女人》的女主角。 |          | 張惠雯   |
| 吳泰景 | 鄭恩碩            | 網路事業經營者，也是偷拍影片犯罪的主謀者。因偷拍不雅影片並在網路散布，導致尹佳螢自殺身亡；被滿月與燦星揭發惡行後受到第四麻姑神制裁，駕駛汽車停在平交道無法移動而被火車撞擊身亡。 | 宋克軍   | 梁羲文   |
| 朴真珠 | 京雅              | 李美羅醫院前輩的婆婆所幻想出來的人物，因為年輕時沒有談過戀愛就結婚了，年老後渴望能夠談場真正的戀愛，便幻想出京雅這個人物作為幻想中戀愛的女主角。 | 楊凱凱   | 李詩琪   |
| 南多凜 | 大洞井神          | 水井的守護神。原為當地水源的保護神，但因水源污染枯竭離開原地。因燦星不擅長分辨鬼神而意外進入了德魯納酒店的813號房。之後被安放移居於酒店會長宅邸溫室中的池塘內。 | 張立昂   | 梁皓翔   |
| Sulli  | 鄭知恩            | 酒店會長的孫女。因為會長過世跟母親來到別墅遇見了具燦星。爺爺托夢後便想認識燦星且喜歡上他。 | 馮嘉德   | 張惠雯   |
| 徐恩秀 | 維羅妮卡 Veronica | 桑切斯的女朋友。因在上海出車禍而意外身亡，魂魄在月食之夜抵達酒店，見了桑切斯最後一面。 | 楊凱凱   | 陳雪瑩   |
| 李承俊 | 姜萬英            | 孝生醫院的醫師。為了讓重病孩子活命，夫妻倆將與別人交易後取得的生命線移植給孩子續命，實際上卻是用自己壽命做交換才一夜白髮，後來孩子在滿月開導下與滿月一起前往陰間。 | 宋克軍   | 梁皓翔   |
| 蘇熙靜 | 李世英            | 姜萬英醫師的夫人。為了讓重病孩子活命，夫妻倆將與別人交易後取得的生命線移植給孩子續命，實際上卻是用自己壽命做交換才一夜白髮，後來孩子在滿月開導下與滿月一起前往陰間。 | 楊凱凱   | 姜嘉蕾   |
| 金勝韓 | 姜賢镇            | 姜萬英醫師的兒子，患有奇怪的重病。本來命應該絕，但爸媽給予他自身的壽命，讓他得以延續生命下去。 | 馮嘉德   | 張惠雯   |
|        | 吳泰錫            | 池賢仲的同學，於戰時成為逃兵，因不小心開槍殺死了池賢仲，之後便冒名頂替池賢仲的身份生活。因誤殺賢仲的愧疚而幫忙照顧賢仲的妹妹池賢美70年，並建立了醫院和做許多善事想彌補當時的罪過。 | 張立昂   | 何家裕   |
| 金秀贤 | 藍月酒店社長      | 最後一集片尾中客串「新．月之客棧『Hotel Blue Moon』」的所有者，是氣派十足的神秘男子。 | 李世揚   | 梁皓翔   |

## 原聲帶
- Part.1（發行日期：2019年7月14日）[8]

| 曲序 | 曲目                 | 演唱               | 时长 |
| ---- | -------------------- | ------------------ | ---- |
| 1.   | Another Day          | Monday Kiz & Punch | 3:38 |
| 2.   | Another Day（Inst.） |                    | 3:38 |

- Part.2（發行日期：2019年7月20日）[9]

| 曲序 | 曲目                                   | 演唱 | 时长 |
| ---- | -------------------------------------- | ---- | ---- |
| 1.   | 倚靠在我的肩膀（나의 어깨에 기대어요） | 10cm | 3:30 |
| 2.   | 倚靠在我的肩膀（Inst.）                |      | 3:30 |

- Part.3（發行日期：2019年7月21日）[10]

| 曲序 | 曲目                      | 演唱 | 时长 |
| ---- | ------------------------- | ---- | ---- |
| 1.   | 名為你的詩（그대라는 시） | 太妍 | 3:29 |
| 2.   | 名為你的詩（Inst.）       |      | 3:29 |

- Part.4（發行日期：2019年7月27日）[11]

| 曲序 | 曲目                                   | 演唱   | 时长 |
| ---- | -------------------------------------- | ------ | ---- |
| 1.   | 只有你 只有你 只有你（너만 너만 너만） | 梁多一 | 4:14 |
| 2.   | 只有你 只有你 只有你（Inst.）          |        | 4:14 |

- Part.5（發行日期：2019年7月28日）[12]

| 曲序 | 曲目                                  | 演唱  | 时长 |
| ---- | ------------------------------------- | ----- | ---- |
| 1.   | 能看見我的心嗎（내 맘을 볼수 있나요） | Heize | 3:45 |
| 2.   | 能看見我的心嗎（Inst.）               |       | 3:45 |

- Part.6（發行日期：2019年8月3日）[13]

| 曲序 | 曲目                         | 演唱 | 时长 |
| ---- | ---------------------------- | ---- | ---- |
| 1.   | 在那盡頭的你（그 끝에 그대） | 請夏 | 3:44 |
| 2.   | 在那盡頭的你（Inst.）        |      | 3:44 |

- Part.7（發行日期：2019年8月4日）[14]

| 曲序 | 曲目                                                         | 演唱  | 时长 |
| ---- | ------------------------------------------------------------ | ----- | ---- |
| 1.   | 請記住與我共度的每天和當下（기억해줘요 내 모든 날과 그때를） | Gummy | 3:48 |
| 2.   | 請記住與我共度的每天和當下（Inst.）                          |       | 3:48 |

- Part.8（發行日期：2019年8月10日）[15]

| 曲序 | 曲目                        | 演唱       | 时长 |
| ---- | --------------------------- | ---------- | ---- |
| 1.   | 比起任何星星（어떤 별보다） | Red Velvet | 3:42 |
| 2.   | 比起任何星星（Inst.）       |            | 3:42 |

- Part.9（發行日期：2019年8月11日）[16]

| 曲序 | 曲目                                   | 演唱 | 时长 |
| ---- | -------------------------------------- | ---- | ---- |
| 1.   | 你能聽見我的聲音嗎（내 목소리 들리니） | Ben  | 4:31 |
| 2.   | 你能聽見我的聲音嗎（Inst.）            |      | 4:31 |

- Part.10（發行日期：2019年8月12日）[17]

| 曲序 | 曲目          | 演唱     | 时长 |
| ---- | ------------- | -------- | ---- |
| 1.   | 再見（안녕）  | Paul Kim | 3:45 |
| 2.   | 再見（Inst.） |          | 3:45 |

- Part.11（發行日期：2019年8月17日）[18]

| 曲序 | 曲目                 | 演唱   | 时长 |
| ---- | -------------------- | ------ | ---- |
| 1.   | Say Goodbye          | 宋荷藝 | 3:06 |
| 2.   | Say Goodbye（Inst.） |        | 3:06 |

- Part.12（發行日期：2019年8月18日）[19]

| 曲序 | 曲目                 | 演唱  | 时长 |
| ---- | -------------------- | ----- | ---- |
| 1.   | Done For Me          | Punch | 3:51 |
| 2.   | Done For Me（Inst.） |       | 3:51 |

- Part.13（發行日期：2019年8月24日）[20]

| 曲序 | 曲目                      | 演唱                | 时长 |
| ---- | ------------------------- | ------------------- | ---- |
| 1.   | 愛在德魯納（러브 델루나） | 泰容（NCT） & Punch | 4:27 |
| 2.   | 愛在德魯納（Inst.）       |                     | 4:27 |

- Special Track [註 3]（播出日期：2019年8月18日）

| 曲序 | 曲目                     | 演唱 | 时长 |
| ---- | ------------------------ | ---- | ---- |
| 1.   | Happy Ending（해피엔딩） | IU   | 2:35 |

### 其他搭配歌曲
- 台灣八大戲劇台2019年首播版本
  - 片頭曲：連晨翔《You & Me》（前期）、宋念宇《默念你》（後期）
  - 片尾曲：李榮浩《麻雀》（前期）、林采欣《鯨落》（後期）

- 台灣八大綜合台版本
  - 片尾曲：阿斑《靜靜》

- 台灣八大戲劇台2020年重播版本
  - 片頭曲：曹楊《走散》
  - 片尾曲：曹楊《機場》

## 收視率
| 集數       | 播出日期   | 標題                 | AGB收視率        | AGB收視率      |
| 集數       | 播出日期   | 標題                 | 大韓民國（全國） | 首爾（首都圈） |
| ---------- | ---------- | -------------------- | ---------------- | -------------- |
| 1          | 2019/07/13 | 燦星和滿月的相遇     | 7.327%           | 7.749%         |
| 2          | 2019/07/14 | 秘密般的世界         | 7.633%           | 8.857%         |
| 3          | 2019/07/20 | 你佔據了我的夜晚和夢 | 8.281%           | 9.478%         |
| 4          | 2019/07/21 | 漫長歲月裏最思念的人 | 7.736%           | 9.024%         |
| 5          | 2019/07/27 | 來自地獄的新娘       | 7.023%           | 7.883%         |
| 6          | 2019/07/28 | 朝鮮之王駕到         | 8.701%           | 9.949%         |
| 7          | 2019/08/03 | 情敵                 | 8.052%           | 8.772%         |
| 8          | 2019/08/04 | 妒忌之心             | 9.131%           | 10.469%        |
| 9          | 2019/08/10 | 神靈的拜訪           | 8.349%           | 10.266%        |
| 10         | 2019/08/11 | 會長的提議           | 10.009%          | 11.779%        |
| 11         | 2019/08/17 | 月蝕之夜             | 8.590%           | 9.746%         |
| 12         | 2019/08/18 | 慢慢凋謝的花         | 10.407%          | 12.178%        |
| 13         | 2019/08/24 | 深深的怨恨           | 8.750%           | 9.892%         |
| 14         | 2019/08/25 | 滿月的抉擇           | 9.995%           | 11.986%        |
| 15         | 2019/08/31 | 擦肩而過的姻緣       | 9.892%           | 11.255%        |
| 16         | 2019/09/01 | 我記得與你的約定     | 12.001%          | 13.875%        |
| 平均收視率 | 平均收視率 | 平均收視率           | 8.867%           | 10.197%        |

- 收視最低的集數以藍色表示，收視最高的集數以紅色表示，而空格則表示該集的收視沒有相關數據。

## 同時段競爭作品
週五六時段劇集
- SBS 金土連續劇：《綠豆花》、《醫生耀漢》

週六時段劇集
- MBC 週末特別計劃連續劇：《異夢》、《黃金庭院》

週末時段劇集
- KBS2 週末連續劇：《我世上最漂亮的女兒》

## 話題性
| 日期     | 佔有率 | 排名 |
| -------- | ------ | ---- |
| 7月第2週 | 25.87% | 1    |
| 7月第3週 | 26.40% | 1    |
| 7月第4週 | 26.47% | 1    |
| 8月第1週 | 34.03% | 1    |
| 8月第2週 | 28.20% | 1    |
| 8月第3週 | 33.72% | 1    |
| 8月第4週 | 33.87% | 1    |
| 8月第5週 | 36.86% | 1    |

| 日期     | 排名   | 排名   | 排名   | 排名   | 排名   |
| 日期     | 李知恩 | 呂珍九 | 李到晛 | 康美娜 | 金秀賢 |
| -------- | ------ | ------ | ------ | ------ | ------ |
| 7月第2週 | 1      | 2      | -      | -      | -      |
| 7月第3週 | 1      | 2      | -      | -      | -      |
| 7月第4週 | 2      | 3      | -      | -      | -      |
| 8月第1週 | 1      | 3      | 5      | 10     | -      |
| 8月第2週 | 1      | 3      | 10     | -      | -      |
| 8月第3週 | 1      | 3      | 8      | -      | -      |
| 8月第4週 | 1      | 3      | 4      | -      | -      |
| 8月第5週 | 1      | 3      | 6      | -      | 8      |

## 提名&獲獎列表
| 年度   | 頒獎典禮           | 獎項                        | 入圍者             | 結果 |
| 2019年 | 第12屆韓國電視劇獎 | 男子人氣角色賞              | P.O                | 提名 |
| 2019年 | 第12屆韓國電視劇獎 | 最佳O.S.T賞                 | 太妍《名為你的詩》 | 提名 |
| 2020年 | 第56屆百想藝術大獎 | 電視劇部門 女子最優秀演技賞 | IU                 | 提名 |

## 拍攝地點
- 白天的德魯納酒店的外景拍攝地點為木浦近代歷史館（목포근대역사관）[23]。
- 酒店櫃檯的拍攝地點為首爾益善洞Hotel SEINE Cafe。
- 飯店沙灘拍攝地點為江原道東海望祥海水浴場。
- 往月靈樹的玫瑰園通道拍攝地點為首爾大公園。
- 月靈樹背景拍攝地點為前韓國保建大學的廢棄校區。
- 社長停車場拍攝地點為東大門設計廣場。
- 其他拍攝景點則包含首爾寶書庫[註 4]、世上的所有早餐[註 5]、餃子連鎖店「昌華堂」的大學路分店、地鐵乙支路三街站附近的蛋糕店「惠民堂」[註 6]、數碼媒體城站附近的「Oghioja」（어기어차）海鮮店等地。
- 第二集老虎靈魂的原型為1999年北韓爲祝願南北韓關係正常化，而向首爾大學公園捐贈的最後一只在朝鮮半島被捕獲的韓國虎「狼林」[23]。
- 具燦星進入德魯納酒店前，所服務的酒店[註 7]拍攝地點為仁川的Paradise City酒店。
- 桑切斯的Pizza店拍攝地點為楊坪站附近的Pizza Alvolo文來分店。
- 張滿月社長回憶中的聊天、談戀愛等快樂回憶的大樹，拍攝地點為扶餘聖興山城愛情樹。
- 第八集遊樂園場景為韓國百樂達斯城（Paradise City/파라다이스시티）。
- 奈何橋拍攝地點為北漢江鐵橋。

## 外部連結
- 韓國tvN官方網站
- 台灣八大電視官方網站（繁體中文）
- Daum上《德魯納酒店》的資料
- NAVER上《德魯納酒店》的資料
- 在Netflix上觀看《德魯納酒店》

| tvN 週末劇                                              | tvN 週末劇                                             | tvN 週末劇 |
| ------------------------------------------------------- | ------------------------------------------------------ | ---------- |
|                                                         | 德魯納酒店 （2019年7月13日－2019年9月1日）             |            |
| 阿斯達年代記 （第1&2部） （2019年6月1日－2019年7月7日） | 阿斯達年代記 （第3部） （2019年9月7日－2019年9月22日） |            |

| 新加坡/ 马来西亚 tvN Asia 星期二、三 21:50 - 23:15                           | 新加坡/ 马来西亚 tvN Asia 星期二、三 21:50 - 23:15 | 新加坡/ 马来西亚 tvN Asia 星期二、三 21:50 - 23:15 |
| ---------------------------------------------------------------------------- | -------------------------------------------------- | -------------------------------------------------- |
|                                                                              | 德魯納酒店 （2019年8月13日－2019年10月2日）        |                                                    |
| 卞赫的爱情 （星期二 20:35 - 23:05 两集连播） （2019年6月4日－2019年7月23日） | —                                                  |                                                    |

| 香港、 臺灣、 菲律賓、 泰國、 緬甸、 馬爾地夫 tvN Asia 星期二、三 20:55 - 22:30 (UTC+8) | 香港、 臺灣、 菲律賓、 泰國、 緬甸、 馬爾地夫 tvN Asia 星期二、三 20:55 - 22:30 (UTC+8) | 香港、 臺灣、 菲律賓、 泰國、 緬甸、 馬爾地夫 tvN Asia 星期二、三 20:55 - 22:30 (UTC+8) |
| --------------------------------------------------------------------------------------- | --------------------------------------------------------------------------------------- | --------------------------------------------------------------------------------------- |
|                                                                                         | 德魯納酒店 （2021年8月10日－2021年9月29日）                                             |                                                                                         |
| 火星生活（重播） （2021年6月15日－2021年8月4日）                                        | 會讀心術的那小子 （2021年10月5日－2021年11月24日）                                      |                                                                                         |

| 臺灣 八大戲劇台 星期一至五 23:00 - 00:00                                 | 臺灣 八大戲劇台 星期一至五 23:00 - 00:00                                  | 臺灣 八大戲劇台 星期一至五 23:00 - 00:00   |
| ------------------------------------------------------------------------ | ------------------------------------------------------------------------- | ------------------------------------------ |
|                                                                          | 德魯納酒店 （2019年12月13日 - 2020年1月24日）                             |                                            |
| 宮-野蠻王妃（重播） （22:00 - 00:00） （2019年11月14日－2019年12月13日） | 擁抱太陽的月亮（重播） （22:00 - 00:00） （2020年1月27日－2020年2月14日） |                                            |
| 臺灣 八大綜合台 星期一至五 22:00 - 23:00 · 2月14日 21:00 - 23:00         |                                                                           |                                            |
| 宮-野蠻王妃（重播） （21:00 - 23:00） （2020年1月16日－2020年2月13日）   | 德魯納酒店 （2020年2月14日－2020年3月26日）                               | 又，吳海英 （2020年3月27日－2020年5月5日） |

| 香港 Now劇集台 每日 22:00 - 23:00                                                                    | 香港 Now劇集台 每日 22:00 - 23:00            | 香港 Now劇集台 每日 22:00 - 23:00                         |
| --- | -------------------------------------------- | --------------------------------------------------------- |
| | 德魯納酒店 （2019年12月22日－2020年1月18日） |                                                           |
| 初次見面我愛你 （2019年12月1日－2019年12月21日）                                                     | Dr. Prisoner （2020年1月19日－2020年2月8日） |                                                           |
| 香港 ViuTV 星期一至五 20:30 - 21:30 · 5月22日 20:30 - 20:40 及 21:10 - 22:00                         |                                              |                                                           |
| 會讀心術的那小子 （2020年3月13日 - 2020年4月14日）                                                   | 德魯納酒店 （2020年4月15日 - 2020年5月22日） | 第二人生 （2020年5月25日 - 2020年6月24日）                |
| 香港 ViuTV 星期二至六（星期一至五深夜）01:00－02:00 · 2021年12月25日暫停播映 · 2022年1月1日 暫停播映 |                                              |                                                           |
| 監獄醫生 （2021年10月29日－2021年11月26日）                                                          | 德魯納酒店 （2021年11月27日－2022年1月7日）  | 檢法男女 （2022年1月8日－2022年1月29日） （01:00－02:15） |

| 臺灣 愛爾達影劇台 星期一至五 21:30 - 23:00       | 臺灣 愛爾達影劇台 星期一至五 21:30 - 23:00        | 臺灣 愛爾達影劇台 星期一至五 21:30 - 23:00 |
| ------------------------------------------------ | ------------------------------------------------- | ------------------------------------------ |
|                                                  | 德魯納酒店 （2020年2月19日－2020年3月18日）       |                                            |
| VIP：她們的秘密 （2020年1月28日－2020年2月18日） | Legal V 勝訴女王 （2020年3月19日－2020年3月31日） |                                            |

| 马来西亚 TV3 星期二至四 23:00 - 00:00 | 马来西亚 TV3 星期二至四 23:00 - 00:00       | 马来西亚 TV3 星期二至四 23:00 - 00:00 |
| ------------------------------------- | ------------------------------------------- | ------------------------------------- |
|                                       | 德鲁纳酒店 （2020年10月6日－2020年12月9日） |                                       |
| 马来语节目                            | 請融化我吧 （2020年12月10日－2021年）       |                                       |

| 马来西亚 TV9 星期三至五 22:00 - 23:00       | 马来西亚 TV9 星期三至五 22:00 - 23:00        | 马来西亚 TV9 星期三至五 22:00 - 23:00 |
| ------------------------------------------- | -------------------------------------------- | ------------------------------------- |
|                                             | 德鲁纳酒店 （2020年10月7日－2020年12月10日） |                                       |
| 認識的妻子 （2020年8月12日－2020年10月2日） | 請融化我吧 （2020年12月11日－2021年）        |                                       |